# أوليفر رينولدز
أوليفر رينولدز (19 يونيو 1921 في جنوب أفريقيا - 15 فبراير 2014 في جنوب أفريقيا) (بالإنجليزية: Oliver Reynolds)‏ هو لاعب كريكت جنوب أفريقي.

## وصلات خارجية
- أوليفر رينولدز على موقع إي آس بي آن كريك إنفو (الإنجليزية)